# Brüder Schlau

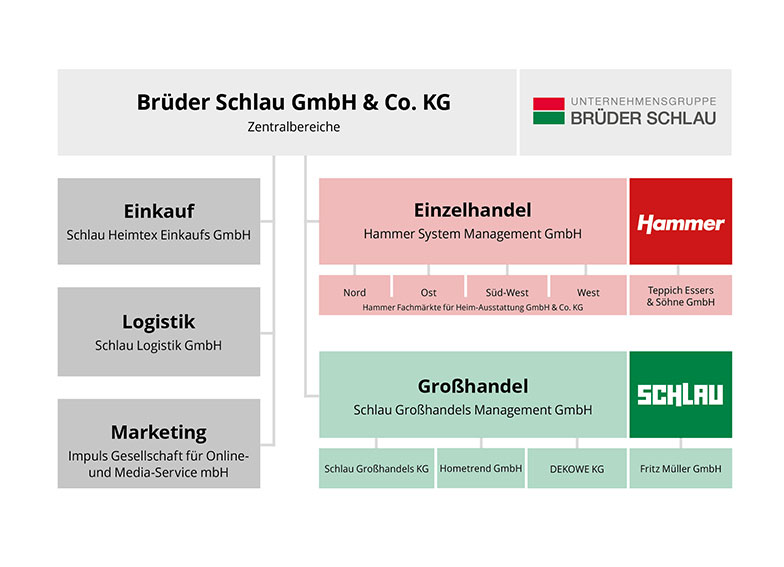
Organigramm Unternehmensstruktur Brüder Schlau GmbH

Die Brüder Schlau GmbH & Co. KG ist ein deutscher Handelskonzern mit Schwerpunkt Heimtextilien und Bodenbeläge. Zum Konzern gehören die Fachmarktkette Hammer mit über 180 Filialen in Deutschland (2023) sowie die unter Schlau Großhandel mehr als 60 firmierenden Handwerkermärkte. Etwa 58 Prozent des Umsatzes werden im Einzelhandel erzielt. Der Unternehmenssitz ist die ostwestfälische Stadt Porta Westfalica.

## Geschichte
1921 gründeten die Brüder Theodor und Wilhelm Schlau in Minden eine Großhandlung für Farben. Ende der 1950er Jahre wurde das Sortiment vergrößert und das Vertriebsgebiet über die Region hinaus ausgedehnt. Der erste eigene Lkw wurde angeschafft. 1959 übernimmt Maria Beeth die Geschäftsführung von ihrem Vater Theodor Schlau. Eberhard Beeth übernimmt 1971 die Geschäftsführung seiner Mutter Maria Beeth.
Während des Baumarkt-Booms in den 1970er Jahren stieg Brüder Schlau in den Einzelhandel ein und begründete die Fachmarktkette Hammer. Die ersten Filialen wurden 1976 in Bremerhaven und Lübbecke eröffnet. 1986 wurde dann die hauseigene Agentur für Handelsmarketing gegründet und die Warengruppe Gardine wurde in das Hammer Sortiment aufgenommen.
Der Tema Markt in Magdeburg wird 1991 der erste Hammer Fachmarkt im Osten. Zeitgleich folgen die Eröffnungen der Hammer Fachmärkte in Sömmerda und Ostrau sowie das neu gebaute Lager in Ostrau.
1993 wurde der Neubau in Porta Westfalica eröffnet und die erste große Hausmesse des Schlau Großhandels wurde veranstaltet. Auch der Schlau Großhandel erweiterte sein Standortnetz und eröffnete 1995 den ersten Handwerkermarkt in Ostrau.
Seit Eröffnung des 100. Hammer Fachmarkts im Jahr 1996, werden einige Hammer Fachmärkte im Franchising-Verfahren betrieben.
Im Juli 2005 übernimmt die Unternehmensgruppe Brüder Schlau mit ihrer Großhandelsvertriebslinie Schlau die Firma König & Kritzmann. 2006 folgte dann die Übernahme der Firma Schröder in Sulingen. Die Firma Müller & Dintelmann mit fünf weiteren Standorten wird 2008 in die Unternehmensgruppe Brüder Schlau eingegliedert. 2010 wird die Firma Teutoberg mit den Standorten Detmold und Magdeburg übernommen.
2014 expandiert die Großhandelsvertriebslinie der Unternehmensgruppe Brüder Schlau mit einem Zukauf von 37 Standorten der Firma Akzo Nobel in Nord- und Ostdeutschland.
Die Großhandelssparte der Unternehmensgruppe Brüder Schlau übernahm im Dezember 2015 die von Frank Steffel geleitete Steffel-Unternehmensgruppe und damit einen Bodenbelagsgroßhändler mit nationaler Verbreitung und einem Umsatzvolumen von 77 Millionen Euro. Der 200. Hammer Fachmarkt, Einzelhandelsvertriebslinie von Brüder Schlau, wurde 2017 mit Sitz in Wittenberg eröffnet.
Im Jahr 2019 wurde der Schlau Kundenclub gegründet. 2021 folgte das 100-jährige Schlau Jubiläum.
Die Unternehmensgruppe Brüder Schlau erzielte im abgelaufenen Geschäftsjahr 2021 einen Umsatz von 627,6 Millionen Euro im Groß- und Einzelhandel. Sie beschäftigt derzeit mehr als 5500 Mitarbeiter.
Im Juni 2025 hat die Unternehmensgruppe Insolvenz in Eigenverwaltung angemeldet. Der Betrieb läuft normal weiter, alle Filialen bleiben geöffnet. Die laufenden Gehälter der rund 3900 Mitarbeiter sind durch das Insolvenzgeld bis einschließlich August 2025 gesichert.

## Produkte
Die Warengruppen mit den größten Umsatzanteilen waren im Jahr 2021 im Einzelhandel Bodenbeläge (33 %) und Gardinen (22 %), im Großhandel Bodenbeläge (45 %) und Farben/Werkzeuge (49 %).
Mit ihren Vertriebslinien Hammer (Einzelhandel) und Schlau (Großhandel) bietet die Unternehmensgruppe Brüder Schlau Produkte für die Bereiche Boden, Wand, Stoffe/Gardinen und Wohnen.

## Standorte
Ende 2021 betrieb die Unternehmensgruppe mehr als 200 Einzelhandelsmärkte, 7 Franchisemärkte und 60 Großhandelsmärkte.